# Peter Hardcastle
Peter Hardcastle (ur. 14 lipca 1978 r. w Rochford) – australijski wioślarz, reprezentant Australii w wioślarskiej jedynce podczas Letnich Igrzysk Olimpijskich w Pekinie.

## Osiągnięcia
- Mistrzostwa Świata – Kolonia 1998 – czwórka podwójna – 5. miejsce[1].
- Mistrzostwa Świata – St. Catharines 1999 – czwórka podwójna – 3. miejsce[1][2].
- Igrzyska Olimpijskie – Sydney 2000 – czwórka podwójna – 4. miejsce[1][2].
- Mistrzostwa Świata – Sewilla 2002 – dwójka podwójna – 4. miejsce[1].
- Mistrzostwa Świata – Mediolan 2003 – dwójka podwójna – 6. miejsce[1].
- Igrzyska Olimpijskie – Ateny 2004 – dwójka podwójna – 12. miejsce[1][2].
- Mistrzostwa Świata – Eton 2006 – czwórka podwójna – 9. miejsce[1].
- Mistrzostwa Świata – Monachium 2007 – dwójka podwójna – 1. miejsce[1][2].
- Igrzyska Olimpijskie – Pekin 2008 – jedynka – 12. miejsce[1][2].